# Кварк-глюонная плазма

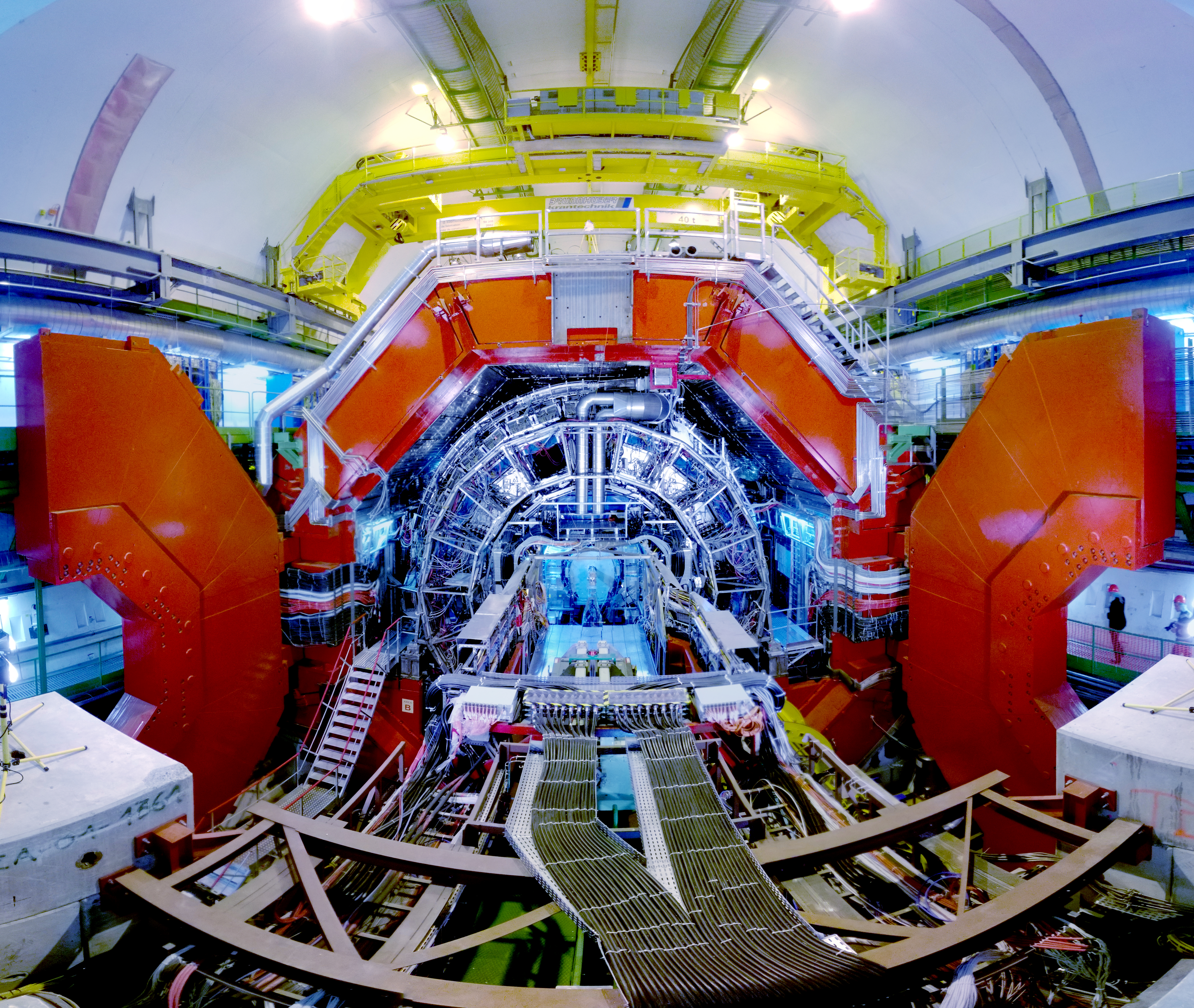
Эксперимент ALICE ЦЕРНа участвует в исследовании кварк-глюонной плазмы

Кварк-глюо́нная пла́зма (КГП, ква́рковый суп, хромопла́зма) — агрегатное состояние вещества в физике высоких энергий и элементарных частиц, при котором адронное вещество переходит в состояние, аналогичное состоянию, в котором находятся электроны и ионы в обычной плазме. Ему предшествует состояние глазмы (глазма термализуется, то есть разрушается, порождая множество хаотично движущихся кварков, антикварков и глюонов — кварк-глюонную плазму), а последует адронный газ. Состоит из кварков, антикварков и глюонов.
Кварк-глюонную плазму получают в лабораторных условиях путём столкновения тяжёлых ионов, ускоренных до высоких энергий.  

## Общее описание состояния

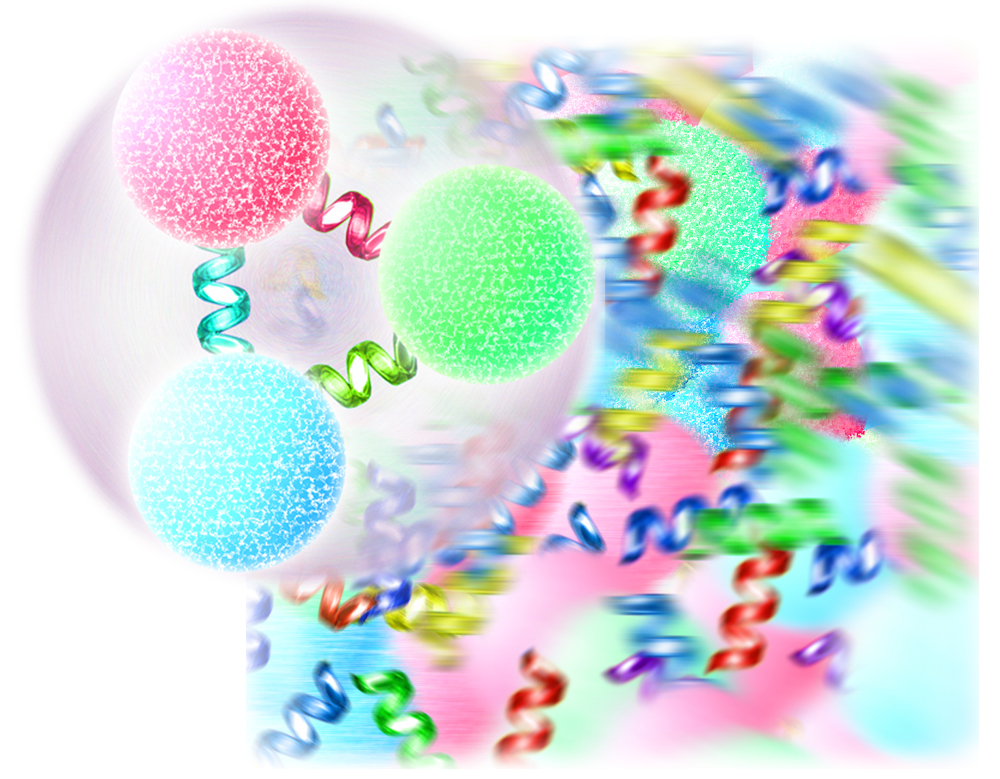
Ограничение цвета — это явление, при котором кварки и глюоны образуют цветонейтральные группы при низких энергиях

Обычно вещество в адронах находится в так называемом бесцветном («белом») состоянии. То есть, кварки различных цветов компенсируют друг друга. Аналогичное состояние есть и у обычного вещества — когда все атомы электрически нейтральны, то есть, положительные заряды в них компенсированы отрицательными. При высоких температурах может происходить ионизация атомов, при этом заряды разделяются, и вещество становится, как говорят, «квазинейтральным». То есть, нейтральным остаётся всё облако вещества в целом, а отдельные его частицы нейтральными быть перестают. Точно так же, по-видимому, может происходить и с адронным веществом — при очень высоких энергиях цвет выходит на свободу и делает вещество «квазибесцветным», при этом восстановлена хиральная симметрия.
Предположительно вещество Вселенной находилось в состоянии кварк-глюонной плазмы в первые мгновения (около 10−11 с) после Большого взрыва. Также есть мнение, что именно свойства кварк-глюонной плазмы привели к барионной асимметрии Вселенной. Сейчас кварк-глюонная плазма может на десятки йоктосекунд образовываться при соударениях частиц очень высоких энергий. Время существования кварк-глюонной плазмы — порядка десятков йоктосекунд (10-23c). Температура КХД фазового перехода около 150 МэВ. Для релятивистской жидкости подобной КГП, которая не сохраняет число частиц, соответствующая мера плотности — это плотность энтропии s. Но по результатам некоторых исследований в центре нейтронных звёзд есть кварк-глюонная плазма. Есть гипотеза, что атомные ядра в своём составе, кроме протонов и нейтронов, содержат «капельки» КГП, то есть ядра рассматриваются как гетерофазные системы.
Мезоны, погружённые в горячую кварк-глюонную плазму, плавятся.

## Изучение кварк-глюонной плазмы
Раньше она рассматривалась как газ, ныне (с 2005 года) считается жидкостью, почти идеальной и сильно непрозрачной. До своего экспериментального обнаружения хромоплазма была физической гипотезой. Изучение кварк-глюонной плазмы может помочь в познании истории Вселенной.
Теоретическое изучение в СССР началось с начала 1980-х годов. Лаборатория физики сверхвысоких энергий НИИ физики им. Фока физического факультета Санкт-Петербургского государственного университета участвует в работе проекта ALICE Большого адронного коллайдера над КГП..
Кварк-глюонная плазма была получена экспериментально на ускорителе RHIC Брукхейвенской национальной лаборатории США в июне 2005 года. В феврале 2010 года там же была получена температура плазмы в 4 триллиона градусов.
На ускорителях КГП образуется в результате сильного взаимодействия между партонами (кварками и глюонами) нуклонов ускоренных частиц. Но может ли она рождаться в протон-протонных столкновениях, неизвестно.
Максимальную температуру — свыше 10 триллионов градусов, получили в ноябре 2010 года на БАК.
В октябре 2017 года на Большом адронном коллайдере впервые сталкивались ядра ксенона для её исследования: определение критической энергии, необходимой для её образования.
17 августа 2024 года стало известно, что были определены свойства плотной кварковой материи при слиянии нейтронных звезд. Установлено, что объемная вязкость кварковой материи достигает своего максимума при значительно более низких температурах, чем в ядерной материи.
26 августа 2024 года стало известно, что на Большом адронном коллайдере столкновение фотонов с ионами свинца образовало мельчайшие капли кварк-глюонной плазмы, ведущей себя как идеальная жидкость
Строящийся в России коллайдер NICA имеет исследование КГП одной из целей.